# Scarpona
Scarpona o Scarponna va ser una ciutat de la Gàl·lia entre Tullum (Toul) i Divodurum (Metz). Correspon a la moderna Charpagne, al Mosel·la. La mencionen la Taula de Peutinger i l'Itinerari d'Antoní.
La ciutat pertanyia als leucs (leuci). El magister equitum Jovinus va derrotar els alamans prop de la ciutat l'any 366, en el regnat de Valentinià I, segons diu Ammià Marcel·lí.